# Cal Sabaté
Cal Sabaté és una casa de Vallbona d'Anoia (Anoia) inclosa a l'Inventari del Patrimoni Arquitectònic de Catalunya.

## Descripció
Casa de pedra i teules, amb sostre a dues vessants i amb diferents estructures afegides a la construcció més antiga. Presenta algun contrafort, portal adovellat i va estar reformada.

## Història
Aquesta família de la pagesia enriquida es esmentada des del segle xvi (1512-14 aproximadament).J. Castellà dona la genealogia d'aquesta família.
Segueix sent de la família Sabater, que conserva un arxiu molt important.